# Jeff Solomon
Jeffrey Solomon, né en 1958, est le directeur général par intérim des Ducks d'Anaheim depuis novembre 2021.

## Biographie

### Éducation
Solomon est diplômé de l'Université Rutgers en administration des affaires en 1980 et en 1983, il réussit son doctorat en droit à l'Université de San Diego. Il pratique ensuite le droit en Californie, en tant que spécialiste dans la planification fiscale et successorale. Il s'exerce également à la fiscalité internationale et en tant que conseiller financier.

### Agent de joueur
À partir de 1987, Solomon travaille en tant qu'agent certifié par l'Association des joueurs de la Ligue nationale de hockey. Il représente pendant plus de 20 ans des joueurs tels que  Tony Granato, Bryan McCabe, Steve Sullivan et Nelson Emerson. Il gère les contrats des joueurs, s'occupe des négociations pour les agents libres avec ou sans restriction, les accompagne lors des arbitrages salariales et contrôle le respect de la convention collective de la LNH.

### Kings de Los Angeles
Lors de la Saison 2007-2008, Solomon s'engage avec les Kings de Los Angeles en tant que Vice-président des opérations hockey. Il gère principalement les contrats et la masse salariale. Il voit son nom gravé deux fois sur la Coupe Stanley, en 2012 et en 2014. À partir de 2014, il est nommé Vice-président des opérations hockey Senior, Robert Blake  et Michael Futa l'aidant dans ses tâches quotidiennes. En 2017, son travail reste le même, mais l'intitulé de son poste change en Vice-président des opérations hockey Exécutif.

### Ducks d'Anaheim
Le 25 mai 2021, après 14 ans de services chez les Kings, il s'engage avec le club rival, les Ducks d'Anaheim. il est nommé Vice-président des opérations hockey, ainsi qu'Assistant du directeur général, Robert Murray. le 10 novembre 2021, Murray est suspendu de ses fonctions et pour assurer l'intérim, Solomon est provisoirement nommé Directeur Général. Le lendemain, Murray remet sa démission, expliquant qu'il va suivre une cure de désintoxication à l'alcool.

## Trophées et honneurs personnel
- 2011-2012
  - Vainqueur de la Coupe Stanley avec les Kings de Los Angeles en tant que Vice-président des opérations hockey.

- 2013-2014
  - Vainqueur de la Coupe Stanley avec les Kings de Los Angeles en tant que Vice-président des opérations hockey.